# Jørn Krogsgaard
Jørn Christian Krogsgaard (ur. 18 grudnia 1946 w Strø, zm. 25 marca 2017) – duński zapaśnik walczący w stylu klasycznym. Olimpijczyk z Monachium 1972, gdzie odpadł w eliminacjach w kategorii 57 kg.
Szósty na mistrzostwach Europy w 1973. Zdobył brązowy medal na mistrzostwach nordyckich w 1971 roku.
Sześciokrotny mistrz Danii w latach: 1970 - 1972, 1974, 1976 i 1977; a drugi w 1973 roku.